# Klo

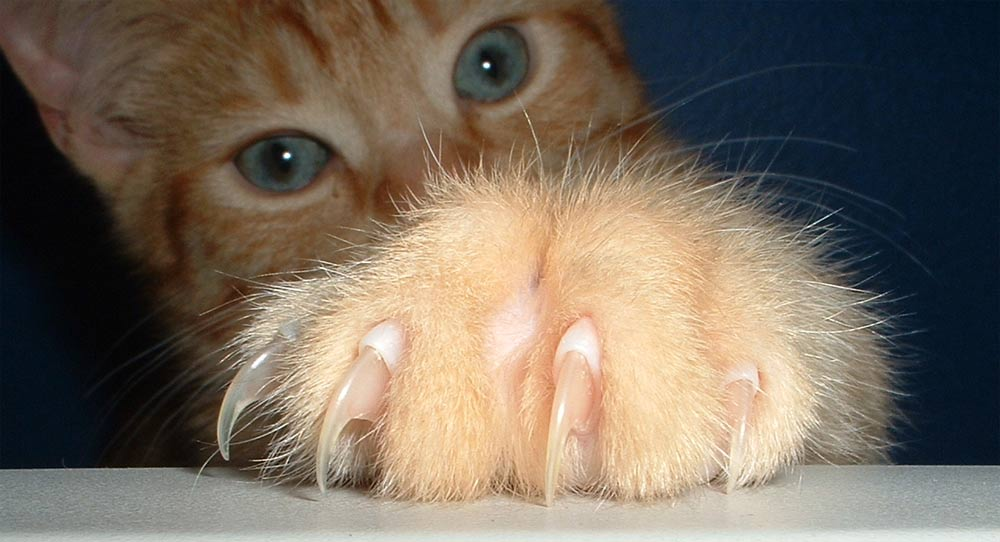
Klor på ena framtassen hos en katt.

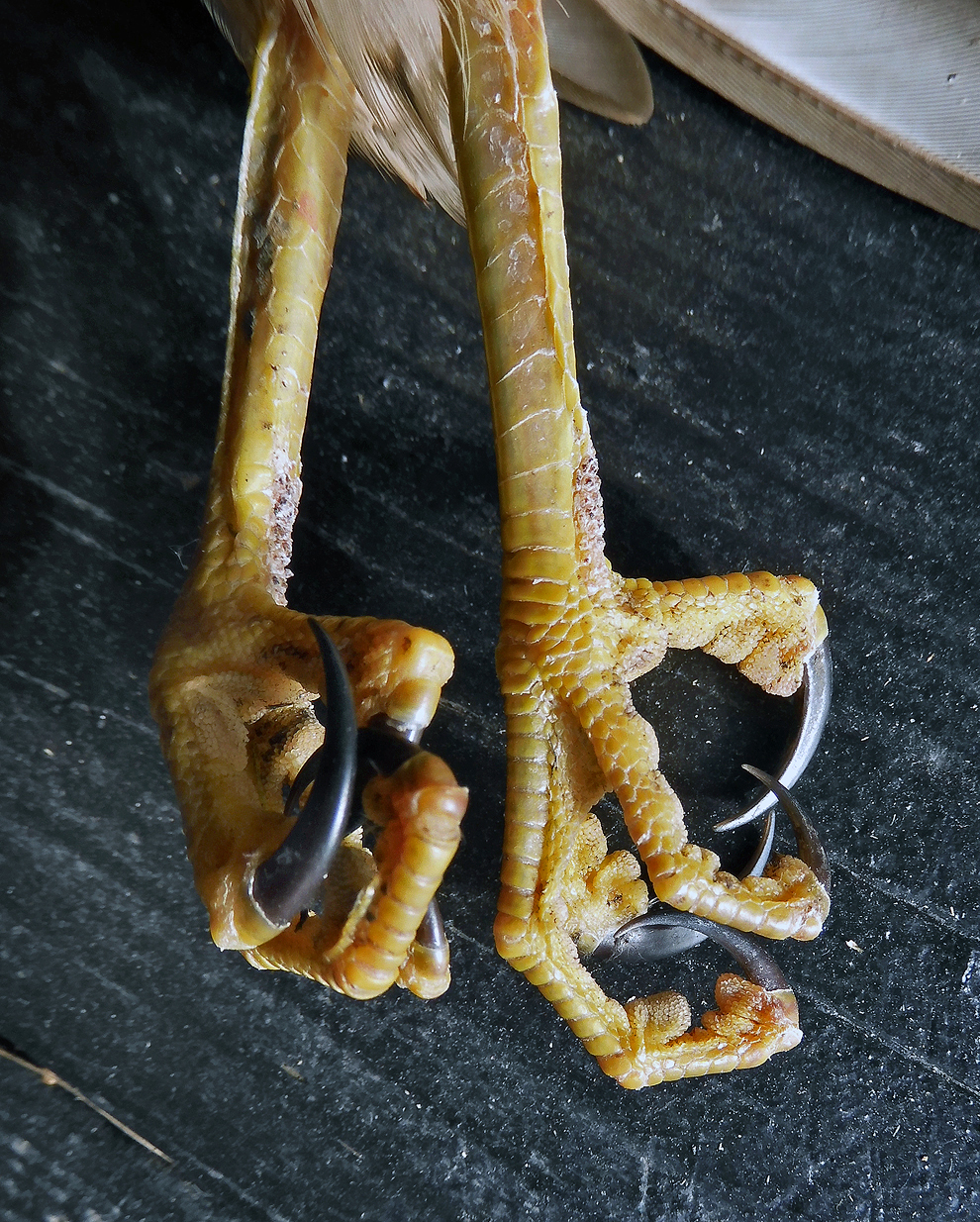
Klor på Sparvhök.

Klor är spetsiga hornbildningar längst ut på vissa djurs tår. Klor kan sägas motsvara människors naglar. Klorna används främst för klättring, hålla fast byten och för att djuret skall kunna starta snabbt löpande.
När man talar om gripklor gäller det "kräftlika" klor som används till att fånga byten och krossa dem med. Sådana klor återfinns bland annat hos kräftor, krabbor, humrar, skorpioner och klokrypare.